# Farní sbor Českobratrské církve evangelické v Českém Brodě
Farní sbor Českobratrské církve evangelické v Českém Brodě je územní farní sbor Českobratrské církve evangelické se sídlem v Českém Brodě a kazatelskou stanicí v Kostelci nad Černými lesy. Sbor je jedním ze sborů tvořících Poděbradský seniorát.

## Historie
Sbor vznikl po vydání Tolerančního patentu jako sbor Reformované církve ve vesnici Kšely, vzdálené od Českého Brodu asi 4 km. První faráři přišli z Uher. Sbor vybudoval dřevěný kostelík vyhovující tolerančním požadavkům, který byl po vydání Protestantského patentu nahrazen zděnou stavbou na návsi, také byly pořízeny varhany a zvon. Roku 1844 byl ve Kšelích zřízen evangelický hřbitov.
V dalším období se těžiště sborové práce přesouvalo do města Českého Brodu, kde měl sbor kazatelskou stanici. Projevily se důsledky všeobecného odcházení obyvatelstva do měst v průběhu 2. poloviny 20. století a komunistické perzekuce sedláků, kteří tvořili jádro sboru, až k 1. 1. 1969 bylo i formálně přeneseno sídlo sboru a budovy ve Kšelích byly pak prodány.
Potřebám kazatelské stanice v Českém Brodě sloužil od roku 1951 kostelík Nejsvětější Trojice v městském parku. Jde o renesanční stavbu původně hřbitovního kostela církve podobojí z roku 1560, pořízenou při přenesení hřbitova za hradby, nevelkou, jednoduchou, ale vybavenou pozoruhodnou venkovní kamennou kazatelnou. Po dalším přenesení hřbitova, vzniku dnešního městského hřbitova okolo přelomu 19. a 20. století, přestal sloužit svému účelu a chátral, až jej arcibiskupská konzistoř římskokatolické církve jako poškozený a nepotřebný předala sboru za symbolickou úhradu. Druhá etapa oprav kostela proběhla v souvislosti s přenesením sídla sboru, odkdy je jeho hlavním kostelem. Ze Kšel byly přeneseny varhany a zvon, interiér je soudobý. Roku 1928 byla dokončena úprava přilehlého bývalého hřbitova jako části městského parku.

## Faráři sboru
- 27. 5. 1783 nastoupil první farář Ondřej Kováč
- 1787–1793 Samuel Szeremley
- 1794–1810 György Fazekas, v letech 1798–1810 současně zastával úřad superintendenta české evangelické církve h. v.
- 1811–1845 Matěj Kubeš, v letech 1820–1845 současně zastával úřad superintendenta české evangelické církve h. v.
- 1845–1883 Josef Kubeš, senior
- 1884–1902 Karel Molnár
- 1903 L. B. Marek
- 1904–1952 Oskar Nagy
- 1952–1959 Blahoslav Černohorský
- 1959–1963 J. A. Verner
- 1963–1965 sbor neobsazen
- 1965–1968 Bohdan Pivoňka
- 1968–1985 Jiří Štorek
- 1985–1990 Jan Štefan
- 1991–1999 Jan Roskovec
- 2000–2003 Tomáš Adámek
- 2004–2008 Magdaléna Trgalová (zprvu pod rodným příjmením Štajfová)
- 2008–2009 Veronika Palátová a Magdaléna Trgalová
- 2009 Magdaléna Trgalová a Jan Mamula
- od 2010 Marek Lukášek